# Kanton Roubaix-Est
Kanton Roubaix-Est (francouzsky Canton de Roubaix-Est) je francouzský kanton v departementu Nord v regionu Nord-Pas-de-Calais. Tvoří ho dvě obce.

## Obce kantonu
- Roubaix (východní část)
- Wattrelos (část)